# Peridea rotundata
Peridea rotundata är en fjärilsart som beskrevs av Matsumura 1920. Peridea rotundata ingår i släktet Peridea och familjen tandspinnare. Inga underarter finns listade i Catalogue of Life.